# Université nationale agraire La Molina
L'université nationale agraire La Molina (en espagnol : Universidad Nacional Agraria La Molina ou UNALM) est une université publique qui a été fondée en 1902. Elle est située à Lima, au Pérou.

## L'écolenationale d'agricultureetvétérinaire
Le président Eduardo López de Romaña a créé l'université sous le nom d'« École nationale d'agriculture et vétérinaire » (en espagnol : Escuela Nacional de Agricultura y Veterinaria). Une mission belge en provenance de la faculté universitaire des sciences agronomiques de Gembloux a formé partie de la planification de l'université comme réponse à une commande du gouvernement péruvien par l'intermédiaire de l'ambassadeur à Anvers. La mission était formée par les ingénieurs agronomes Georges Vanderghem, Eric Van Hoorde, Victor Marie y Jean Michel, ainsi que le vétérinaire Arthur Declerck, qui provenait de l'École vétérinaire de Cureghem.
Elle a changé son nom en 1960 quand elle prenait le rang d'université (Loi universitaire 13417). Depuis cela, son nouveau nom est Université nationale agraire La Molina.

## L'université actuellement
Son campus actuel est situé à Lima, dans  l'arrondissement de La Molina, près d'autres centres de recherche comme l'Institut national de recherche agraire et le Centre international de la pomme de terre (CIP).
Le campus occupe une surface de 220 hectares. Il a des salles de classe, des laboratoires et des ateliers avec la technologie la plus moderne. Il a aussi des longues aires vertes et aires de recherche. Tout cela fait que l’université est un lieu accueillant pour les étudiants.
L'université dispose de l’une des tunas universitaires les plus anciennes du Pérou, laquelle date de l'année 1977, en plus des ateliers d’art, de musique et de danse.

### Ses facultés
L'université dispose de huit facultés, en plus d’une École supérieure. Les facultés sont les suivantes :
- Faculté d’agronomie
- Faculté des sciences
- Faculté des sciences forestières
- Faculté d’économie et de planification
- Faculté d’ingénierie agricole
- Faculté de zootechnie
- Faculté de pêcherie
- Faculté des industries alimentaires

Les onze diplômes professionnels que l'université délivre sont les suivants : 
- Ingénieur agronome
- Biologiste
- Ingénieur forestier
- Ingénieur de l’environnement
- Économiste
- Ingénieur en gestion de l’entreprise
- Ingénieur en statistique et informatique
- Ingénieur en industries alimentaires
- Ingénieur agricole
- Ingénieur de pêche
- Ingénieur en zootechnie